# 岡本雄作
岡本 雄作（おかもと ゆうさく、1935年2月22日 - ）は、日本の自転車競技指導者。元オリンピック自転車競技日本代表監督。神奈川県出身、法政大学工学部卒業。
1976年のモントリオールオリンピック、日本が不参加となった1980年のモスクワオリンピック、1984年のロサンゼルスオリンピックと、3大会連続で代表監督を歴任。
また、モントリオール大会では長義和がスクラッチ（現 スプリント）で6位入賞、ロサンゼルス大会では坂本勉が同じくスクラッチで銅メダル獲得を果たしたことによる一連の実績を讃えられ、2001年にオリンピック・オーダーの銀章を受章した。
現在は、日本自転車競技連盟顧問。日本オリンピック委員会名誉委員。